# На грани безумия
«На грани безумия» (англ. Edge Of Sanity) — британский фильм ужасов 1989 года, снятый Жераром Кикойном с Энтони Перкинсом в главной роли. В нём смешаны элементы «Странного дела доктора Джекилла и мистера Хайда» с рассказами о Джеке-Потрошителе. Это экранизация произведения, автор которого — Роберт Льюис Стивенсон.

## Сюжет
Когда Генри Джекилл экспериментирует с кокаином, он трансформируется в отвратительного Джека Хайда. Как Хайд он рыщет по лондонским улицам, выискивая свою добычу в публичных домах и опиумных притонах. Полиция не может схватить его.

## В ролях
Энтони Перкинс — доктор Генри Джекилл / Джека "Потрошитель" Хайд
Глинис Барбер — Элизабет Джекилл
Сара Мур Торп — Сюзанна
Дэвид Лодж — Андервуд
Бен Коул — Джонни
Джилл Мелфорд — Флора
Ноэль Коулман — Эгглстоун
Брайони Макробертс — Энн Андервуд
Гарри Лэндис — коронер
Базил Хоскинс — мистер Боттингем

## Производство
Несколько экстерьеров были сняты в Лондоне. Винсент Кэнби заявил, что думает, что фильм выглядит "атмосферным для 19-го века". В то время как эпоха фильма по большей части четко определена, как викторианская, часть костюмов кажется преднамеренно анахроничной и современной, ещё больше обозначая сюрреалистическую атмосферу фильма.
Ален Сильвер сравнил стиль фильма с тем, который снял Кен Рассел, основываясь на том, как фильмы включают в себя сверхъестественное, психологию и сексуальные образы. Он также сказал, что проститутки «еще больше развенчивают ожидания зрителей».
Книга «Отмеченные женщины: проститутки и проституция в кино» использует фильм как пример сексуальной жестокости по отношению к женщинам в фильмах.

## Критика
Винсент Кэнби писал в «Нью-Йорк Таймс», что Энтони Перкинс «дает хорошее, смешное, хотя и несколько однобокое выступление, как сумасшедший врач».
TV Guide присвоили фильму ему 1 из 4 звезд и сказав: ««На грани безумия», очевидно, не стоит воспринимать всерьез, несмотря на его дороговизну и сюрреалистическую съемку - и то, и другое на удивление хорошо. Но остальная часть фильма (снятая, в основном, в Будапеште с некоторыми британскими экстерьерами) не соответствует его техническому уровню».
Леонард Малтин назвал фильм «Безвкусным, бессмысленным и неприятным».